# Charles Herbert (dirigente sportivo)
Charles Herbert (Indiana, 19 gennaio 1846 – Londra, 17 febbraio 1924) è stato un dirigente sportivo e canottiere britannico, segretario generale dell'Amateur Athletic Association e membro fondatore del Comitato Olimpico Internazionale.

## Biografia
Nato in India in cui il padre era in servizio militare, Herbert si spostò da solo in Inghilterra, frequentando un college ad Hammersmith, nel Middlesex. All'età di 11 anni, i suoi genitori, suo fratello e le sue sorelle vennero assassinati nel massacro di Cawnpore nel 1857; a causa della precaria situazione economica non poté completare gli studi ed entrò presto a lavorare esattore delle tasse.
Il 1875 fu il suo anno sportivo di maggior successo, vincendo il Silver Goblet alla Regata reale di Henley nei due senza come timoniere e un mese dopo nei campionati di servizio pubblico davanti a 15.000 spettatori a Lillie Bridge vinse sia nel mezzo miglio che nel miglio. Divenne poi membro del Civil Service Athletic Club e dell'Amateur Athletic Association, di fu cui eletto Segretario Generale onorario nel 1883. Ebbe modo di contribuire alla rinascita dei Giochi olimpici, aiutando Pierre de Coubertin ad organizzare il I Congresso Olimpico e a formare il Comitato Olimpico Internazionale; come membro fondatore del CIO fece in modo che l'intero mondo anglosassone partecipasse alle Olimpiadi. Per motivi finanziari non poté partecipare ai Giochi della I Olimpiade, di cui si occupò comunque del regolamento delle gare di atletica leggera.
Nel 1906 cadde dalle scale di un autobus a due piani, subendo alcune lesioni cerebrali e dovendo quindi dimettersi da tutte le sue cariche sportive. Morì nel quartiere londinese di Streatham nel 1924.